# Ice Scream
| назва = Ice Scream
| зображення = Icescream-logo.webp
| розмір = 
| підпис = 
| розробники = Keplerians Horror Games
| видавці = Keplerians Horror Games
| мова інтерфейсу = англійська мова, іспанська мова та інші
| наступна гра = 
| дата випуску = 27 вересня, 2019
| жанр = горор
| платформа = Android
[[iOS]
| рушій = Unity
| режим = Однокористувацька гра
| сайт = https://keplerians.com/ice-scream/
| версія = 
}}
Ice Scream (укр: Крижаний крик) — відеогра в жанрі горор, від іспанської студії Keplerians, яка стала популярною завдяки іграм Evil Nun та Mr. Meat. Вихід гри на Android відбувся 27 вересня 2019 року. Гра має вісім частин(четверта, п'ята, шоста, сьома та восьма частина відбуваються на фабриці морозива).

## Сюжет
У грудні 1982 року ця гра починається з того, що головний герой - 12-и річний хлопець Джей Браун, дивиться за вікно своєї спальні, коли бачить іншого 12-и річного хлопця, ім’я якого пізніше виявилося Чарлі Овенсом, іде до фургона продавця морозива Рода Саллівана. , який виглядає привітно. Однак невдовзі Джей стає свідком того, як Род викрадає Чарлі, і виявляється, що Род насправді був злим викрадачем і психопатом, який викрадає пухких дітей, щоб убити їх, перетворивши на морозиво, вдаючи, що він просто дружній виробник морозива. Кінцева мета цієї гри — врятувати Чарлі з лап Рода, поки не пізно. Джей має 3 спроби (або 1 спробу, якщо ви граєте в екстремальному режимі), щоб врятувати Чарлі, який був замкнений у клітці. Джей буде замкнений у холодильнику в Кійні, якщо Роду вдасться зловити його та тимчасово заморозити. Проте, коли Дж. зазнає невдачі у всіх його спробах, це запускає Поганий кінець, де Род бере Чарлі на свою фабрику, щоб помістити його в кімнату екстракції. Однак у Хорошому кінці, якщо вам вдасться врятувати Чарлі, відкривши його клітку ключем від клітки, він і Дж. вискочать із фургона, що рухається, і втечуть від Рода. Чарлі заплескає в долоні від радості та дасть вам блендер в нагороду.

## Персонажі

###### Джей
Джей Браун (або Джей)  — він дуже добрий, веселий і ніжний, його мета — врятувати своїх друзів від лап Рода, злого виробника морозива, який насправді є викрадачем. Джей є частиною невеликої групи друзів, до якої входять він, Майк, Чарлі та Ліс. Він найбільш впевнений і рішучий, щоб врятувати своїх друзів, і завжди готовий врятувати інших дітей у своєму місті, колись він грав зі своїм татом на дитячому майданчику, поки Род шпигував за ними, перш ніж він став морозивником. У він також була собака, на ім'я Хлоя.
Чарлі
Чарлз Овенс (або Чарлі Овенс, Чарлі) — Брат Ліс і він є найкращим другом Дж. Брауна.

###### Род
Родерік Салліван (або Род, Род Салліван) — головний антагоніст, Його мета зловити та вбити дітей із зайвою вагою, особливо Дж. та його друзів, щоб реалізувати свої неетичні експерименти та перетворити дітей на морозиво. Це надзвичайно дитяча людина, з жагою помсти.
Род дивиться на сестру Маделін, усвідомлюючи, що вона весь час була його матір’ю, перш ніж вони обидва перетворюються на камінь після того, як їх облили рожевою рідиною, і зрештою стають бездиханними.
Коли Род був маленький, його мати не думала, що він дівчинка. Він є реінкарнацією дочки Сестри Медлін - Елізи, яка теоретично є його старшою сестрою.
Після того, як Джею вдається перемогти Рода, Род стає сумним, розповідаючи про те, як над ним знущалися і як він убив усіх своїх однокласників, як Джозеф ніколи не любив його по-справжньому і як Джозеф, як батько, здавалося, більше зацікавлений у тому, щоб бути знаменитим і багата, і як його мати, єдина, хто бачить, що піклується про нього, була божевільною черницею, яка поводилася з ним як з дівчиною, він запитує, чи вона ще жива, і чи вона вбила Джозефа з помсти, і чи його справжнім батьком є Бафомет, він стрибає з труби, щоб покінчити життя самогубством. Сестра Медлін, якій вдалося пробратися всередину музею, бачить Рода, кидається вгору по дерев'яних сходах, що ведуть до верху чана, і поспішно намагається витягнути його. Род дивиться на сестру Маделін, усвідомлюючи, що вона весь час була його матір’ю, перш ніж вони обидва перетворюються на камінь після того, як їх облили рожевою рідиною, і зрештою стають бездиханними.

###### Йосип
Йосип Салліван — Прийомний батько Рода та успішний німецько-американський виробник морозива. У грудні 1955 року Джозеф помер від рук сестри Медлін або автокатастрофа.

#### Ліс
Ліс Овенс — одна з чотирьох головних героїнь. Вона є сестрою Чарлі Овенса.

#### Майк
Майкл Картер (або Майк, Майк Картер) — другорядний герой. Він дуже захисник і будь-що врятує своїх друзів. Він один із найкращих друзів Дж. і любов Ліс.

#### Сестра Медлін
Сестра Медлін — всеосяжний антагоніст, Вона мати Рода Саллівана. Сестра Маделін, яка залишила школу, відвідала кемпінг, де раніше навчався Род. Тоді вона зрозуміла, що її син був на фабриці Джозефа, і нарешті пішла туди, щоб возз’єднатися з Родом, тоді вона вже була біля фабрики Рода, вона подивилася на фабрику свого сина, вона раптово була вражена, озирнулася і зрозуміла, що ворота фабрики були зачинені, а фабрика зараз заблокована. Вона пішла на задню частину фабрики з наміром зустрітися з Родом і сказала, що фабрика була дуже чудовою, але раптом вона почула звук і зрозуміла, що це Ліс. Мадлен, яка не вірила, що він її син, і з її майже відсутнім розумом, почала переслідувати Ліс, і в цей момент вона почала блукати навколо фабрики.

#### Міні-Роді
Міні-роді - персонажі та другорядні антагоністи. Це маленькі роботизовані помічники Рода та керівників фабрики.

#### Боріс
Борис — робот та антагоніст, який є охоронцем і начальником охорони.

#### Маті
Маті — робот-жінка, головний шеф-кухар заводу.

## Цікаві факти
- Імовірно, гра заснована на фільмі 1995 року - Морозивник.
- Ця гра має 8 частин та офіційний мультиплєєр (Ice Scream United).
- Рода в іграх озвучує Бен Салліван.